# VM i e-cykling 2022
VM i e-cykling 2022 var den anden udgave af UCI Cycling Esports World Championships, de årlige verdensmesterskaber for esport landevejscykelløb. Den blev afholdt den 26. februar 2022 på platformen Zwift. Regionale kvalifikationer fandt sted 27.-28. november 2021.
Sammen med professionelle ryttere, inviteret af deres respektive nationale cykelorganisationer til at konkurrere i mesterskaberne, afholdt Zwift en række kvalifikationsbegivenheder. Den første runde Continental Open-begivenhedsserie var åben for alle berettigede ryttere i Zwift-samfundet. Anden runde af Continental Qualifiers afgjorde derefter de community-ryttere, der vandt en plads i UCI Cycling Esports World Championships i februar 2022.
Herreløbet blev vundet af 2020 Zwift Academy-vinderen Jay Vine, mens kvindeløbet blev vundet af Loes Adegeest.